# To Duke
To Duke ist ein Jazzalbum des Matthew Shipp Trios. Die am 10. Juni 2014 im Lowfish Studio, New York City, entstandenen Aufnahmen erschienen am 23. Januar 2015 auf RogueArt.

## Hintergrund
Der Pianist Matthew Shipp spielte mit Michael Bisio (Kontrabass) und Whit Dickey (Schlagzeug) neben drei Eigenkompositionen Titel aus dem Repertoire Duke Ellingtons. John Sharpe merkte an, dass bereits zuvor Popsongs und Jazzstandards (etwa Summertime auf Zo, (1994) oder Autumn Leaves auf The Multiplication Table, 1998) für Shipp regelmäßiger Teil seines Repertoires waren. 2001 hatte er für Splas(c)h das Soloalbum Songs eingespielt, mit Coverversionen bekannter Standards wie There Will Never Be Another You, Con Alma, Angel Eyes, On Green Dolphin Street, Bags’ Groove und Yesterdays. Was hier allerdings ungewöhnlich sei, so der Autor, „ist der Fokus auf mehrere aus demselben Songbook im selben Set.“ Ellingtons I Got It Bad and That Ain’t Good ist hier ein fünfminütiges Bass-Solo, das mehr auf Charles Mingus als auf Ellington zurückgehe, notierte Steve Greenlee – es enthalte tatsächlich ein ausgedehntes Zitat aus Haitian Fight Song. Shipp spielt als Solist Prelude to a Kiss. Schlagzeuger Whit Dickey wird in dem von Shipp komponierten Dickey Dukeherausgestellt.

## Titelliste
- Matthew Shipp Trio: To Duke (Rogueart ROG-0060)[4]
  1. Prelude to Duke (Matthew Shipp) 0:44
  2. In a Sentimental Mood (Duke Ellington) 6:19
  3. Satin Doll (Billy Strayhorn, Duke Ellington) 8:48
  4. I Got It Bad and That Ain’t Good (Duke Ellington) 5:03
  5. Take the “A” Train (Billy Strayhorn) 9:04
  6. Mood Indigo (Barney Bigard, Duke Ellington) 5:47
  7. Dickey Duke (Matthew Shipp) 4:44
  8. Tone Poem for Duke (Matthew Shipp) 5:02
  9. Prelude to a Kiss (Duke Ellington)  3:54
  10. Sparks (Matthew Shipp) 3:26
  11. Solitude (Duke Ellington) 3:22

## Rezeption
Nach Ansicht von John Sharpe, der das Album in All About Jazz rezensierte, könne von einer Sonderbehandlung des Ellington-Materials keine Rede sein; sie klängen meist wenig anders als andere Trio-Erfindungen des Pianisten. Typischerweise verwende Shipp das geschriebene Material, um eine Stimmung herzustellen und als Bezugspunkte inmitten des Wirrwarrs des tangentialen Zusammenspiels zu fungieren. Shipps Wiedergabe bekannten Songmaterials erzeugt aber insgesamt einen leichteren Zugang als dies gewöhnlich bei seiner typischen Mischung aus eindringlichen Motiven, funkelnden Läufen und gehämmerten Akkorden der Fall sei, wobei die üblichen krachenden Ladungen in den tieferen Registern weitgehend vermieden würden. Shipps Ansatz, so Sharpe, erinnere „an die Renovierung eines klassischen Gebäudes, bei dem die Fassade weitgehend intakt bleibt, aber einen hochmodernen Komplex dahinter verbirgt.“
Ebenfalls in All About Jazz schrieb Mark Corroto, Matthew Shipp habe eine Methode des Musikmachens entwickelt, die sich auf klassische Musik, Free Jazz und die Energien der elektronischen Musik stütze. Shipps Ansatz, wie er Standards spielt. verglich der Autor mit Thelonious Monks Interpretation von Just a Gigolo oder Anthony Braxtons Charlie Parker Project von 1993. So sei Shipps Hommage an die Musik von Duke Ellington „eine gute Einführung in das Vokabular des Pianisten.“ Man erfahre hier, so Corroto resümierend, dass Shipp ein Kenner der Melodie ist. Man könne das Album als Vorschlag verstehen, dass man sich Ellington-Platten kaufen soll, wenn man Duke hören möchte; doch wenn man seine Erfahrungen erweitern möchte, sollte man neue Musik ausprobieren.
Steve Greenlee meinte in JazzTimes, in Shipps unruhigen Händen seien diese Songs ebenso erkennbar wie seine eigenen. Matthew Shipp habe einen der markantesten Stile eines Pianisten, der jemals eine Tastatur berührt hat – von seinen Phrasen und harmonischen Ideen bis zu seiner Vorliebe für dicke Akkorde im tiefen Register – und all dies komme hier durch. Satin Doll sei zwar eine der schönsten Melodien von Ellington/Strayhorn, aber Shipp interpretiere sie stachelig und brutal, mit kreisförmigen, kontrapunktischen Akkorden, die als Widerlegung der fröhlichen Melodie dienen könnten. Take the “A” Train beginne so, wie Ellington es gespielt hat – mit dieser vertrauten, kristallinen Phrase –, aber Bisios hektisches Zupfen und Dickeys nervöses Trommeln gegen den Rhythmus übernehmen schnell die Kontrolle. In My Solitude wechsele ebenfalls zwischen melodischen Passagen und bedrohlichen Tangenten. Im Gegensatz dazu spiele das Trio Mood Indigo in einer fast ehrfürchtigen Weise- „Shipp und Bisio sind im Balladenmodus -, aber Dickey ist absichtlich im Widerspruch zu ihnen und spielt viel schneller und ohne Rücksicht auf die Zeit“.

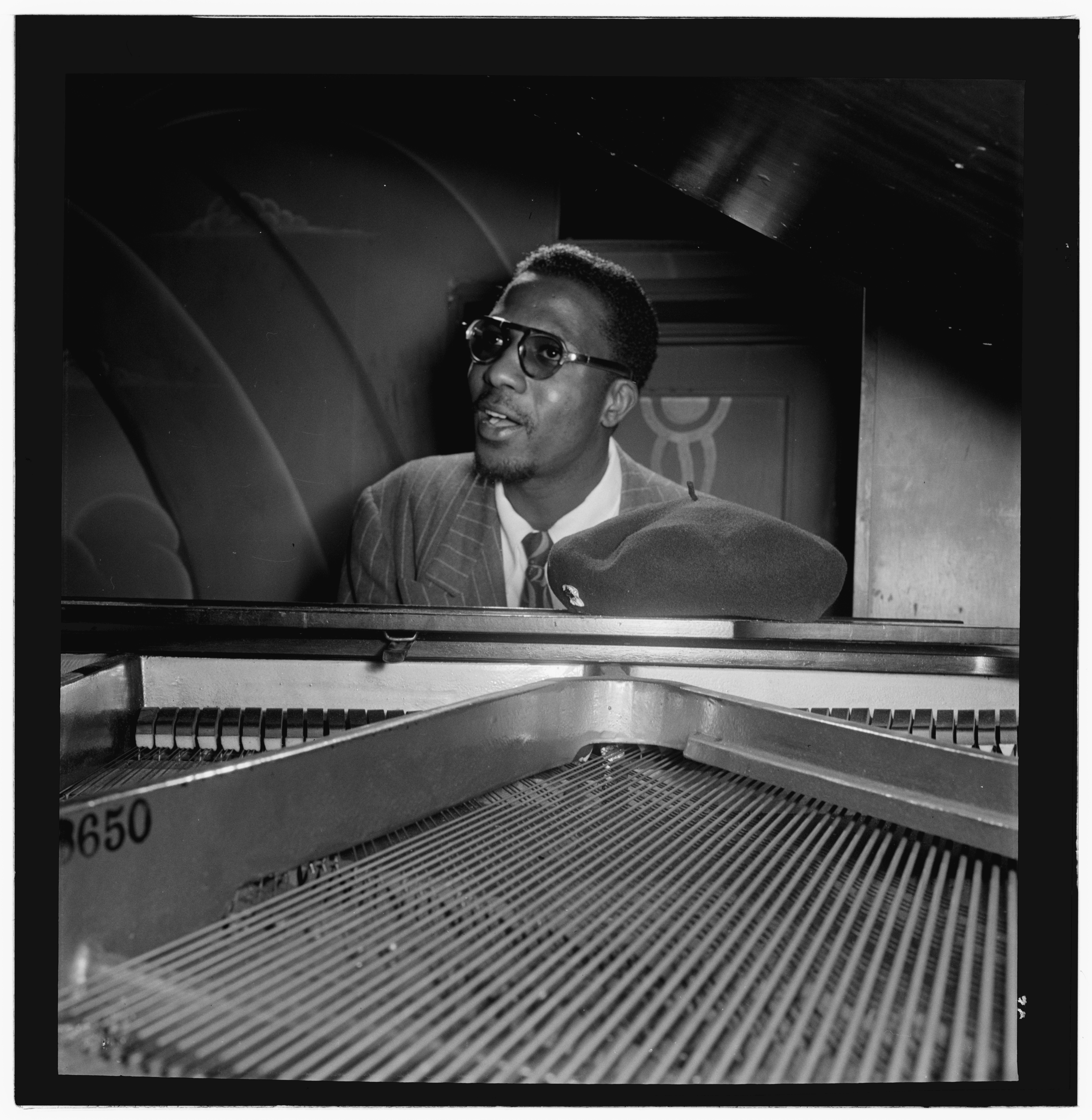
Thelonious Monk, Minton’s Playhouse, New York City, ca. September 1947 (Fotografie von William P. Gottlieb)

Nach Ansicht von Tom Burris (Free Jazz Blog) spiele der Pianist mit jedem Aspekt dieser Standards, einschließlich der Melodien selbst. „Die Reinheit, die Ellington beabsichtigte, scheint immer noch durch; und ich bin sicher, das ist auch Shipps Absicht. Er würde sich nicht die Mühe machen, mit dieser Musik herumzuspielen, wenn sie vor der modernen Welt verwelkt wäre.“ Ein herausragender Track sei In a Sentimental Mood, bei dem Shipp den Song auf sehr unsentimentale Weise einführe, indem er die Melodie einfach so direkt wie möglich spielt und die Melodie dazu zwingt, sich selbst zu tragen, ohne dass übermäßige Emotionen dahinter stecken. Die Melodie wird kontinuierlich zerhackt und wieder zusammengesetzt, bis sie am Ende direkt wiedergegeben wird. Auch in der Solo-Runde mit Prelude to a Kiss agiere Shipp zunächst ehrfürchtig, aber frei, bevor das Lied auseinandergerissen und sorgfältig wieder zusammengesetzt wird, doch dieses Mal erinnere es an Monks Herangehensweise an das Ellington-Songbuch (Thelonious Monk Plays the Music of Duke Ellington).
Shipps Komposition Sparks wiederum sei eine intensive Trio-Nummer, entspannt und intensiv zugleich, das kollektives Selbstvertrauen ausdrücke. Bisio und Dickey würden dabei erstaunlich zusammenhängend agieren, wenn sie Shipp unterstützen und anstoßen, während er über der Tastatur schwebe.
S. Victor Aaron meinte in Something Else! es sei sicherlich eine große Aufgabe, einer der zwei oder drei wichtigsten Figuren dieser großartigen afroamerikanischen Musikform einen angemessenen Tribut zu zollen, aber Matthew Shipp und die anderen Mitglieder seines Trios vermittelten nie das Gefühl, sie würden sich dem Thema mit Ehrfurcht nähern oder planten eine sorgfältige Untersuchung. Stattdessen tauchten sie mit demselben sorglosen Eifer in Ellingtons Songs ein, der Shipps eigenen Melodien zukomme. Abgesehen von Dickey Duke trügen Shipps Originalkompositionen mehr den Charakter seines Komponisten als die Ellington-Nummern; Tone Poem for Duke sei zum Beispiel „eine mysteriöse, dunkle, sich entwickelnde Melodie.“ Sparks habe einen Big-Band-Swing, was es mit Ellingtons Musik verbinde, aber Dickeys stürmischer Aufstand am Schlagzeug füge das subversive Element hinzu, das er auch in viele der Ellington-Songs eingebaut hat. „Um ehrlich zu sein“, resümiert Aaron, „es gibt eine subversive Strömung überall in To Duke, die sich ein wenig gegen die Eleganz dieser Duke-Ellington-Sorten auflehnt, aber diese Eleganz gewinnt immer. In den Kämpfen zwischen zwei dieser Seiten, die das Matthew Shipp Trio geschickt organisiert hat, liegt jedoch der ganze Reiz und die Kunstfertigkeit von To Duke“.